# (37700) 1996 AL3
1996 AL3 (asteroide 37700) é um asteroide da cintura principal. Possui uma excentricidade de 0.03851130 e uma inclinação de 2.49637º.
Este asteroide foi descoberto no dia 10 de janeiro de 1996 por AMOS em Haleakala.